# Бајел ле Зок
Бајел ле Зок (фр. Bailleul-le-Soc) насеље је и општина у североисточној Француској у региону Пикардија, у департману Оаза која припада префектури Клермон.
По подацима из 2011. године у општини је живело 657 становника, а густина насељености је износила 46,46 становника/km². Општина се простире на површини од 14,14 km². Налази се на средњој надморској висини од 120 метара (максималној 145 m, а минималној 84 m).

## Демографија
| 1962. | 1968. | 1975. | 1982. | 1990. | 1999. | 2011. |
| ----- | ----- | ----- | ----- | ----- | ----- | ----- |
| 422   | 463   | 414   | 431   | 571   | 648   | 657   |

График промене броја становника у току последњих година